# 피젤러 Fi 156 스토치

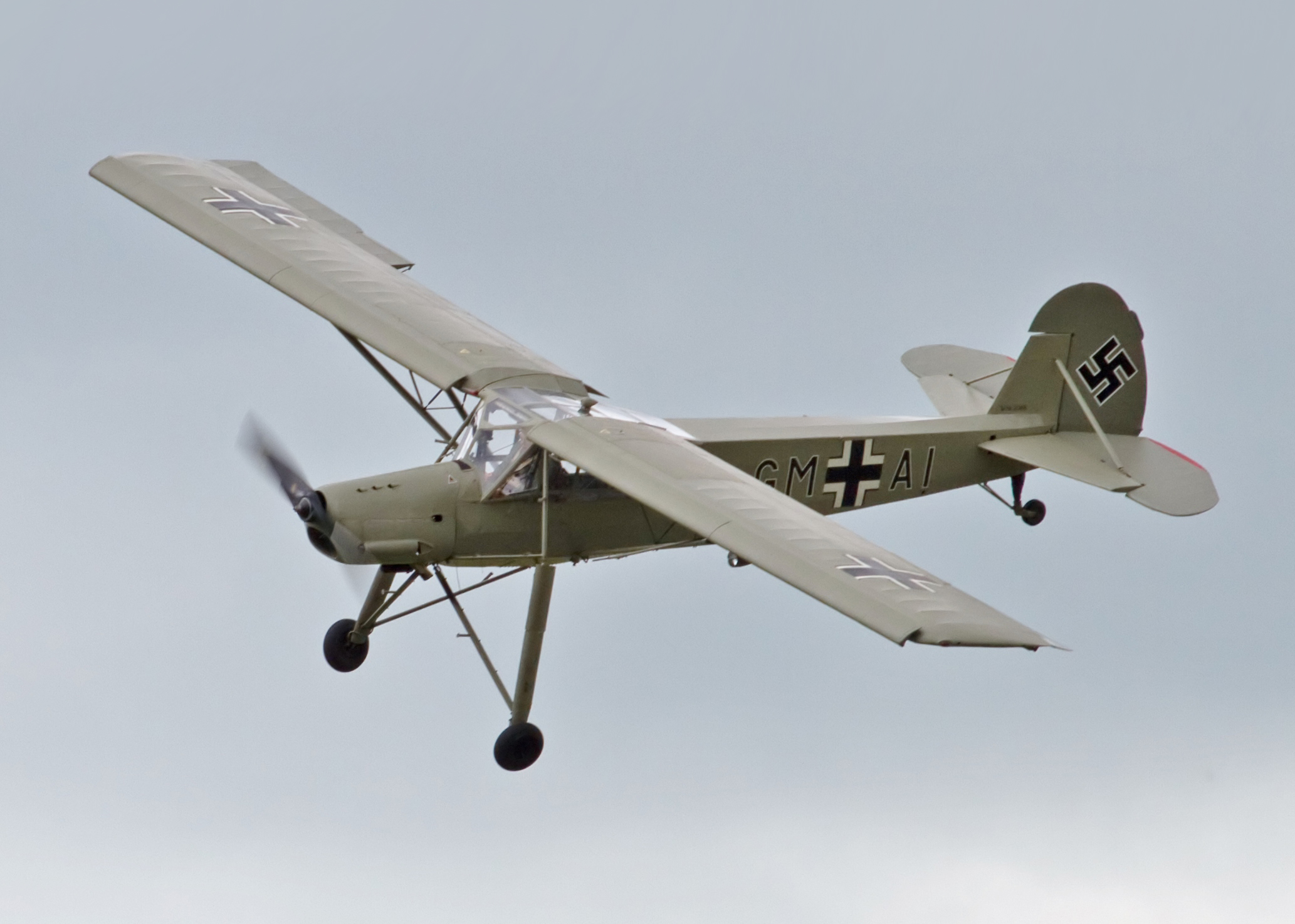

피젤러 Fi 156 슈토르히(Fieseler Fi 156 Storch)는 제2차 세계 대전 전후로 피젤러사가 제조한 독일의 소형 연락기였다. 1950년대에 비공개 시장을 위해 다른 국가들에서도 생산을 계속하였다. 뛰어난 단거리 이착륙기 성능, 낮은 스톨 스피드(50 km/h)로 유명했다. 프랑스가 제조한 이후 변종은 에어쇼에 등장하였다.

## 변종
- Fi 156 V1
- Fi 156 V2
- Fi 156 V3
- Fi 156 V4
- Fi 156 V5
- Fi 156 A-0
- Fi 156 A-1
- Fi 156 B
- Fi 156 C-0
- Fi 156 C-1
- Fi 156 C-2
- Fi 156 C-3
- Fi 156 C-3/Trop
- Fi 156 C-5
- Fi 156 C-5/Trop
- Fi 156 C-7
- Fi 156 D-0
- Fi 156 D-1
- Fi 156 E-0
- Fi 156 F or P
- Fi 156 U
- Fi 156 K-1
- Fi 256
- MS.500
- MS.501
- MS.502
- MS.504
- MS.505
- MS.506
- Mráz K-65 Čáp
- Antonov OKA-38 Aist

## 같이 보기
- 파이퍼 J-3 컵
- 폴리카르포프 Po-2